# Ecnomiohyla thysanota
Espèce
Synonymes
- Hyla thysanota Duellman, 1966

Statut de conservation UICN

 DD  : Données insuffisantes
Ecnomiohyla thysanota est une espèce d'amphibiens de la famille des Hylidae.

## Répartition
Cette espèce est endémique du Panama. Elle se rencontre à 1 265 m d'altitude sur le Cerro Mali dans la Serranía del Darién,.

## Publication originale
- Duellman, 1966 : A new species of fringe-limbed tree frog, genus Hyla, from Darién, Panama. University of Kansas Publications, Museum of Natural History, vol. 17, p. 257-262 (texte intégral).